# Zamosze (rejon brasławski)
Zamosze (biał. Замошша; ros. Замошье) – wieś na Białorusi, w obwodzie witebskim, w rejonie brasławskim, w sielsowiecie Achremowce.
Siedziba parafii prawosławnej pw. Świętych Apostołów Piotra i Pawła.

## Historia
W czasach zaborów miasteczko w powiecie dzisieńskim, w guberni wileńskiej Imperium Rosyjskiego
W latach 1921–1945 wieś leżała w Polsce, w województwie wileńskim, w powiecie dziśnieńskim (od 1926 w powiecie brasławskim), w gminie Jody.
Według Powszechnego Spisu Ludności z 1921 roku zamieszkiwało tu 318 osób, 165 było wyznania rzymskokatolickiego, 116 prawosławnego, 28 mojżeszowego, a 9 mahometańskiego. Jednocześnie 205 mieszkańców zadeklarowało polską a 113 białoruską przynależność narodową. Było tu 57 budynków mieszkalnych. W 1931 w 65 domach zamieszkiwało 345 osób.
Wierni należeli do miejscowej parafii prawosławnej i rzymskokatolickiej. Miejscowość podlegała pod Sąd Grodzki w Brasławiu i Okręgowy w Wilnie; mieścił się tu urząd pocztowy, który obsługiwał dużą część gminy Jody.
W wyniku napaści ZSRR na Polskę we wrześniu 1939 miejscowość znalazła się pod okupacją sowiecką. 2 listopada została włączona do Białoruskiej SRR. Od czerwca 1941 roku pod okupacją niemiecką. W 1944 miejscowość została ponownie zajęta przez wojska sowieckie i włączona do Białoruskiej SRR.
Od 1991 w składzie niepodległej Białorusi.

## Zabytki
- cerkiew prawosławna pw. Świętych Apostołów Piotra i Pawła z 1893, znacznie uszkodzona w czasie II wojny światowej, zrekonstruowana w 1996; parafialna[1]
- grodzisko i kurhan[9]